# Maltotrioză
Maltotrioza este o trizaharidă și este alcătuită din trei resturi de glucoză legate α-1,4-glicozidic.